# Brachylomia curvifascia
Brachylomia curvifascia är en fjärilsart som beskrevs av Smith 1891. Brachylomia curvifascia ingår i släktet Brachylomia och familjen nattflyn. Inga underarter finns listade i Catalogue of Life.

## Bildgalleri

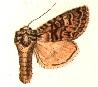